# Nicella multiramosa
Nicella multiramosa is een zachte koraalsoort uit de familie Ellisellidae. De koraalsoort komt uit het geslacht Nicella. Nicella multiramosa werd in 1919 voor het eerst wetenschappelijk beschreven door Kükenthal. 